# 戈爾比夫齊 (利京區)
49°15′9″N 27°55′31″E / 49.25250°N 27.92528°E
戈爾比夫齊（烏克蘭語：Горбівці），是烏克蘭的村落，位於該國西南部文尼察州，由文尼察區負責管轄，始建於1650年，面積0.14平方公里，海拔高度292米，2001年該村落人口381。